# Tay Peng Kee
Tay Peng Kee (né le 28 juin 1961 à Singapour) est un joueur de football international singapourien, qui évoluait au poste d'attaquant, avant de devenir ensuite entraîneur,.

## Biographie

### Carrière de joueur

#### Carrière en sélection
Il participe avec l'équipe de Singapour à la Coupe d'Asie des nations de 1984.

## Palmarès
Tampines Rovers
- Championnat de Singapour (1) :
  - Champion : 2012.